# Cyntia
Le Cyntia sono un gruppo musicale power metal giapponese, composto esclusivamente da ragazze e si è formato a Tokyo nel 2011.

## Storia delle Cyntia
Hanno pubblicato due EP e due album. I temi da loro affrontati sono la vita, l'amore e il fantasy.
Dal 2013 sono sotto contratto con la Victor Entertainment mentre nel 2012 la loro casa discografica è stata la BrightStar.
Sono stati prodotti due video musicali, per i singoli Run to the Future. e The Endless World, entrambi estratti dall'album del 2012 Endless World.
Nel 2013 la bassista Airi è stata sostituita da Azu.

## Discografia
Album
- Endless World (5.settembre.2012)
- Lady Made (20.marzo.2013)
- Limit Break (12.febbraio.2014)
- Woman (18.febbraio.2015)
- Urban Night (14.dicembre.2016)

EP
- Run to the Future (11.aprile.2012)
- Return to Myself (31.luglio.2013)
- Senkō Strings (8.gennaio.2014)
- Syōri no Hanataba wo -gonna gonna be hot!- (3.settembre.2014)
- KISS KISS KISS (7.gennaio.2015)
- Akatsuki no Hana (18.febbraio.2015)

## Formazione
- Saki – voce
- Yui – chitarre
- Ayano - tastiere e pianoforte
- Azu – basso
- Kanoko – batteria